# Вороновский сельский совет (Белопольский район)
Вороновский сельский совет (укр. Воронівська сільська рада) — входит в состав
Белопольского района
Сумской области
Украины.
Административный центр сельского совета находится в 
с. Вороновка
.

## Населённые пункты совета
- с. Вороновка
- с. Дудченки
- с. Москаленки
- с. Штановка
- с. Янченки